# تاريخ الصيغة اللغوية
تاريخ الصيغ أو نقد الصيغ أو تاريخ أشكال القول (Formgeschichte) هو مهنج ضمن المنهج التاريخي الناقدي في تفسير الكتاب المقدس. المصطلح استعارة من العلوم الطبيعية المتأثرة برؤية غوته في التشكل («نظرية التشكل هي نظرية التحول»): صاغها عالم النبات فرانز جوزيف شيلفر. يفحص منهج تاريخ الصيغ النص في الكتاب المقدس فيما يتعلق بأنواع النصوص الواردة فيه. بدلاً من تاريخ الصيغ، تُستخدم مصطلحات نقد الصيغ ونقد الجنس الأدبي، مع وجود فروق دقيقة في المعنى.
على سبيل المثال، هناك نظرة مختلفة بشكل أساسي وفهم مختلف لخبر بدأ الخليقة في كتاب موسى الأول (سفر التكوين، الأصحاح الأول 1-2، 4 وما يليه)، إذ يُنظر إلى هذا النص على أنه محاولة لوضع فروق وخلق تمايز سجالي قام به الإسرائيليون لتمييز انفسهم عن الشعوب المجاورة في بلاد ما بين النهرين ومنطقة الشرق الأدنى وليس تقريرًا عن حقائق علمية لنشأة الكون.
وبالتالي، يميز نقد الصيغ بين النصوص الشبيهة بالنشيد مثل المزامير، والتي تركز بشكل أكبر على المعتقدات أكثر من تركيزها على وقائع التاريخ، وبين الأسفار ذات الأهمية التاريخية الأكبر، مثل أسفار الملوك أو الأخبار.

## الأجناس في العهد القديم

### أشكال شعرية

#### أغاني دنيوية
يمكن العثور على الأغاني الدنيوية بشكل متقطع وجزئي فقط في أجزاء من العهد القديم، وليس من السهل دائمًا تحديدها على هذا النحو. فيما يلي أهم بعضها:
- يمكن العثور على أغاني مراثي الأموات (أغنية الجثة) الدنيوية [2] (العبرية قنا)، على سبيل المثال، في سفر أرميا 22: 18، وسفر صموئيل الثاني 1: 19- 27 والأصحاح 3: 33 وما يليها، وسفر عاموس 5: 2، وكذلك في مراثي ارميا. ويرد كذلك أغاني هجاء الأموات أيضًا (سفر إشعيا 14: 4- 21، سفر أرميا 9: 9 - 21، سفر حزقيال 32: 2- 16).
- أغاني النصر الدنيوية: أغنية مريم في سفر الخروج 15: 20، وأعنية النساء عن انتصار داود على الفلستي في سفر صموئيل الأول 18: 6 وما يليها، وأجزاء من سفر القضاة الإصحاح 5 والأصحاح 16: 23.
- أغاني الحب: سفر إشعياء اصحاح 5 (أغنية الكروم) وبالطبع هناك العديد من مقاطع من سفر نشيد الأنشاد، على سبيل المثال اصحاح 8 الايات 6 و7.
- أغاني الزفاف: ليست تمامًا مثل أغنية الحب، ولكن أيضًا يمكن العثور عليها في سفر نشيد الأنشاد، على سبيل المثال   اصحاح 3 إلى يات 1 إلى 6. ولحفل زفاف الملك: المزامير اصحاح 45 .
- ترد في بعض الأحيان فقط: أغاني الشراب في سفر إشعياء 22: 13، أغنية الفهم الآثم سفر إرميا 34: 14 وما يليها، هجائية سفر إشعيا 23: 16، وسفر إرميا 22: 14 وما يليها، أغنية الحارس سفر إشعيا 21: 11، أعاني العمل سفر العدد 21: 17وما يليها، أغاني الأطفال سفر إشعيا 9: 6.

#### الأغاني الدينية والعبادة
يمكن العثور على الأغاني الدينية والتعبدية بشكل رئيسي في سفر المزامير، وأحيانًا في غيره. الفروق الأساسية هي:
- الرثاء مقابل اغاني الشكر
- أغاني الفرد مقابل. أغاني الجماعة

تشكّل أغاني الرثاء الأسس والجزء الرئيسي من سفر المزامير. تحتوي على عناصر تتكرر بانتظام:
- دعاء الله
- شكوى (وصف الحاجة، التهديد، سؤال الله لماذا لا يساعد)
- الإقرار بالثقة
- سؤال الله العون
- مبرر لتدخل الله (على سبيل المثال   عجز، براءة، مجد الله)
- نذور في حالة الاستجابة (غالبًا ما ترتبط بالإقرار بيقين الاستجابة والشكر)

في مراثي الأفراد (على سبيل المثال   يمكن تمييز مزمور 3، 5، 6، 7، 13، 17، 22، 25) يمكن تمييز بعضها كمجموعات فرعية مثل: صلاة من المتهمين الأبرياء (مز 4، 7، 11)، مزامير التوبة (مز 6، 32، 38، 51، 102، 130، 143)، التي تلعب دورًا خاصًا في الليتورجيا المسيحية؛ أغاني الثقة الفردية (مز 16، 23، 62، 131).
المراثي الجماعية تغنى في التضرعات العامة كما هو موضح في سفر يوئيل 1-2. الحرب والطاعون وفشل المحاصيل والمجاعة هي أسباب يمكن أن تؤدي إلى مثل هذه الرثاء الجماعي.

### أشكال النثر

#### النثر غير السردي
- مواعظ وخطب: خطبة المعبد لإرميا في سفر إرميا 7: 1- 15، خطبة حزقيال لشيوخ إسرائيل في سفر حزقيال 20، والعديد من مقاطع سفر التثنية.
- خُطب الوداع: خطبة وداع يشوع في سفر يشوع 23، خطبة وداع صموئيل في سفر صموئيل الأول الإصحاح 12، خطبة وداع داود في سفر الملوك الأوال 2: 1- 9 .
- عقود: ترد صيغ العقود في العهد القديم، وفي بعض الأحيان يورد نص العقد أو أجزاء منه مضمنة في نص الكتاب المقدس. على سبيل المثال في سفر إرميا اصحاح 32: شراء حقل عناثوث، والعقد المبرم بين إسحاق البدوي شبه الرحل وصاحب الأراضي الزراعية أبيمالك في سفر التكوين 26: 26- 33، أو ما يسمى بالمعاهدة الملكية بين داود والقبائل الشمالية في سفر صموئيل الثاني 5: 1-3 .
- رسائل: بقيت (جزئياً) في العهد القديم بعض الرسائل مثل، رسالة من ياهو إلى الرؤساء في السامرة في سفر الملوك الثاني اصحاح 10، رسالة إرميا إلى السبي في سفر إرميا اصحاح 29، والمراسلات الدبلوماسية مع الملك الفارسي في سفر عزرا اصحاح 4.
- شعائر: طقوس القربان في سفر اللويين 1-7 تحسب كذلك على النثر غير السردي.
- صلوات: معظم الصلوات في العهد القديم هي أشكال شعرية. قيلت بعض الصلوات النثرية من قبل الأفراد خارج المعبد، على سبيل المثال   صلاة شمشمون في سفر القضاة 16: 28.
- القواعد والقوانين والمبادئ.

#### النثر السردي
معظم الوحدات الكبيرة في العهد القديم هي نثر سردي، حيث تدمج بها المقاطع المفرقة للنثر غير السردي أو المقاطع الشعرية. هناك أيضًا وحدات سرد أصغر.
- حكايات خيالية (Mythen): موجودة فقط على شكل شظايا وبقايا في العهد القديم. المثال الأكثر شهرة هو العصور الأولى سفر التكوين 1-11، ولكن يمكن أيضًا العثور على موضوعة قتال التنين في سفر إشعياء 51: 9، وسقوط لوسيفر في سفر إشعياء 14: 12- 15.
- حكايات خرافية (Märchen): كذلك الحكايات الخرافية موجودة فقط على شكل أجزاء من العهد القديم، على سبيل المثال في قصة أتان بلعام في سفر العدد 22: 22- 35، وفي قصص ايليا واليشع في سفر الملوك الأول 17، وفي سفر الملوك الثاني 2-6.
- حكايات رمزية (Fabeln): حفظ حكاييتن رمزيتين بالكامل، وهما حكاية يوثام عن ملك الأشجار، وهي حكاية ساخرة عن الملكية في سفر القضاة 9: 8- 15، وحكاية قصيرة في سفر الملوك الثاني 15: 9..
- قصص (Sagen): تشكل هذه المجموعة مرحلة أولية من التأريخ. يتم إعادة إنتاج الذكريات الشفوية المتناقلة، وإثراءها بتجربة تاريخية (معاصرة كذلك) لاحقة، إذ ترسم الشخصيات الرئيسية على أنها أنماط بشرية، وليس كأفراد. أكثر الموروث له هيكل القصص في فترة ما قبل مملكة إسرائيل (تكوين 12-50، الخروج، العدد، يشوع القضاة، صموئيل الأول). تشرح االقصص الإتيولوجية أسماء الأماكن أو المعالم.
- أساطير (Legenden): تندمج الأساطير والقصص. خصوصية الأساطير هي أنها تتعامل مع الأشياء المقدسة والأماكن المقدسة والناس. يجب فهم العديد من الأساطير، مثل بعض القصص كذلك، على أنها إتيولوجيا، أي محاولة لخلق علل واسباب لوجدود حرم ما أو شعائر عبادية معينة. الأمثلة في العهد القديم هي حلم يعقوب في بيت إيل ترد في سفر التكوين 28: 10 وما يليها، ونداء موسى في سفر خروج 3، شباب صموئيل في الحرم في شيلو في سفر صموئيل الأول 1-3، قصص تابوت العهد في سفر صموئيل الأول 4-6 وفي سفر صموئيل الثاني 6، وأجزاء من قصص إيليا وإليشع في سفر الملوك الأول 17 إلى سفر الملوك الثاني 8.
- ملاحم بطولية: بينما تحتل القصص عمومًا مكانًا كبيرًا في العهد القديم، إلا أن قصص الملحمات البطولية نادرة نسبيًا. على وجه الخصوص، لا يتم سرد عصر الأباء وفق نوع الملحمة البطولية. يمكن العثور على الملاحم البطولية في زمن القضاة والملوك الأوائل: في سفر القضاة 9، وسفر القضاة 13- 16، في سفر صموئيل الأول 11 و13 وما يليها.
- حوليات: هذا الشكل الأساسي من التأريخ (في البلاط الملكي أو في المعبد) مذكور في العهد القديم، ولكن لم يتم الحفاظ عليه. على سبيل المثال، يشير سفر الملوك الأول 11: 41 إلى «كرونولجيا سليمان». يذكر سفر الملوك الأول 14 «كتاب تاريخ ملوك إسرائيل» و «كتاب تاريخ ملوك يهوذا». ربما تكون أجزاء من هذه الحوليات بمثابة نماذج استندت عليها كتابة التاريخ في الكتاب المقدس.
- قوائم: بينما تنظم الحوليات حسب السنة، يستخدم كتبة التاريخ كذلك ترتيب مجموعات الموضوعات في القوائم. على سبيل المثال، قوائم القضاة في سفر القضاة 10: 1- 5، و 12: 7- 12. قوائم الاماكن والاقاليم في سفر يشوع 15- 19، قوائم الغنائم في سفر العدد31: 32 وما يليها، وقوائم الموظفين في سفر صموئيل الثاني 8: 16، في سفر الملوك الأول 7: 4- 18 .
- تأريخ: لم تعد مجرد سلاسل وقوائم، بل صارت التدوينات تعرض أيضًا الظروف والأحوال والأسباب والدوافع وعواقب الأحداث. يبدأ التدوين التأريخ الفعلي في العهد القديم بشخصية الملك داود، على سبيل المثال في قصة صعوده في سفر صموئيل الأول 16 :14 إلى سفر صموئيل الثاني 5: 25، وقصة خليفته على العرش في سفر صموئيل الثاني 6 إلى سفر الملوك الأول 2. العملان التاريخيان الكبيران للعهد القديم، العمل التاريخي التثنوي والعمل التاريخي الأخباري، كل منها له مبدأ توجيهي لاهوتي وغالبا ما يكون بمثابة إطار لمختلف الأجناس الأخرى. على سبيل المثال، يتم تضمين القوانين أو النصوص الشعرية في عمل تاريخي وتؤول لاهوتياً.

### بين الشعر والنثر: «القول»

#### الأقوال الرسولية، الأقوال النبوية
- أقوال الرسول الدنيوي: ترد هذا الأقوال في جميع أنحاء المشرق القديم ويمكن العثور عليه في العهد القديم، على سبيل المثال في سفر التكوين 32: 4- 6، وسفر الملوك الأول 21: 17- 19، وفي سفر أرميا 2: 1. في المثال من سفر التكوين 32: 4- 6، يمكن رؤية العناصر الرسالة فرادة بشكل جيد: البعثة (فيها المرسل إليه، المكان، أمر المراسلة)؛ صيغة الرسالة («هكذا تحدث...»)؛ أقوال الرسول.
- أقوال الرسول النبوية (الاسم الأقدم: نبوءة) مصنوعة على غرار الرسائل الدنيوية. قبل الأقول غالبًا ما تسبق صيغة («وجاءت كلمة يهوه إلي»). يتم تقديم القول النبوي الفعلي هنا أيضًا بواسطة أقوال رسول بالصيغة «كو امر يهوه/ כה אמר יהוה/هكذا تكلم يهوه» و / أو الصيغة المتوسطة أو النهائية «نام يهوه/ נאם יהוה/ يقول يهوه». يتم التمييز بين أشكال الكلام النبوي التالية:
  - إعلان حكم: أعلن النبي حكم يهوه على إسرائيل وملكها. هناك أيضا إعلانات احكام تستهدف الشعوب المجاورة. ويمكن تبرير إعلان الحكم صراحة بسوء تصرف الناس. يمكن بدلاً من إعلان الحكم أن يتحدث المرء عن تهديد . أمثلة: سفر عاموس 7: 11 (بدون مبرر)؛ سفر عاموس 3: 1-2 (لأسباب).
  - اتهام، التي تسمى أيضًا كلام التقريع: غالبًا ما يذكر النبي سوء سلوك الناس أو الملك كسبب لإعلان حكم لاحق. أمثلة: في سفر هوشع 4: 1 وما يليها، وسفر إشعياء 5: 21.
  - تذكير: النبي يحض الناس على السير في الطريق الصحيح (مرة أخرى). مثال: سفر عاموس 5: 14 .
  - تبشير/ نبوءة النجاة: يعلن الله الشفاء والخلاص. أمثلة: سفر هوشع 14: 4، وسفر إشعياء 9: 1- 6 (تؤول لاحقًا يهوديًا ومسيحيًا بولادة المسيح)؛ العديد من القطع في ديتو-إشعيا- وتريتو-إشعيا (إشعيا من الإصحاح 39 إلى 66).

## أدبيات
- Gerhard Lohfink: Jetzt verstehe ich die Bibel. Ein Sachbuch zur Formkritik. 13. Aufl. Kath. Bibelwerk, Stuttgart 1986 ISBN 3-460-30632-7.

```
جيرهارد لوهفينك: 
الآن أفهم الكتاب المقدس.
 
كتاب غير روائي عن شكل النقد.
 13. إد. كاث. العمل الكتابي، شتوتغارت 1986 
ISBN 3-460-30632-7
 . 
```

- Klaus Koch: Was ist Formgeschichte? Methoden der Bibelexegese. (1964) 5. Aufl. Neukirchen-Vluyn 1989.

```
كلاوس كوخ: 
ما هو التاريخ؟
 
طرق تفسير الكتاب المقدس
 . (1964) 5. إد. Neukirchen-Vluyn 1989. 
```

- Hans Conzelmann / Andreas Lindemann: Arbeitsbuch zum Neuen Testament. UTB 52. (1975) 12. Aufl. Tübingen 1998 (S. 82–114.131–148) ISBN 3-8252-0052-3 (Klassiker).

```
هانز كونزلمان / أندرياس ليندمان: 
مصنف في العهد الجديد
 . UTB 52. (1975) 12. إد. توبنغن 1998 (ص 82-114.131-148) 
ISBN 3-8252-0052-3
 (كلاسيكي). 
```

- Thomas Söding: Wege der Schriftauslegung. Methodenbuch zum Neuen Testament. Unter Mitarb. v. Christian Münch. Herder, Freiburg/Basel/Wien 1998 (S. 128–173) ISBN 3-451-26545-1.

```
توماس سودينج: 
طرق تفسير الكتاب المقدس.
 
كتاب المنهج في العهد الجديد
 . مع الموظفين v. كريستيان مونش. هيردر، فرايبورغ / بازل / فيينا 1998 (ص 128 - 173) 
ISBN 3-451-26545-1
 . 
```

- Odil Hannes Steck: Exegese des Alten Testaments. Leitfaden der Methodik. Ein Arbeitsbuch für Proseminare, Seminare und Vorlesungen. 14., durchges. u. erw. Aufl. Neukirchener, Neukirchen-Vluyn 1999 (S. 98–125) ISBN 3-7887-1586-3 (Standardwerk).

```
أوديل هانز ستيك: 
تفسير العهد القديم.
 
دليل المنهجية.
 
كتاب عمل للندوات والندوات والمحاضرات
 . 14، تابع ش. بالغ إد. Neukirchener ، Neukirchen-Vluyn 1999 (ص 98-125) 
ISBN 3-7887-1586-3
 (العمل القياسي). 
```

- Martin Meiser / Uwe Kühneweg u. a.: Proseminar II. Neues Testament – Kirchengeschichte. Ein Arbeitsbuch. Kohlhammer, Stuttgart/Berlin/Köln 2000 (S. 84–101) ISBN 3-17-015531-8.

```
Martin Meiser / Uwe Kühneweg u. 
 
 أ.: 
الندوة الثانية.
 
العهد الجديد - تاريخ الكنيسة.
 
كتاب عمل
 . كولهامر، شتوتغارت / برلين / كولونيا 2000 (الصفحات 84-101) 
ISBN 3-17-015531-8
 . 
```

- Helmut Utzschneider/Stefan Ark Nitsche: Arbeitsbuch literaturwissenschaftliche Bibelauslegung. Eine Methodenlehre zur Exegese des Alten Testaments. Kaiser/Gütersloher Verlagshaus, Gütersloh 2001 (S. 113–149) ISBN 3-579-00409-3.

```
Helmut Utzschneider / Stefan Ark Nitsche: 
تفسير المصنف لدراسات الكتاب المقدس.
 
منهجية لتفسير العهد القديم
 . Kaiser / Gütersloher Verlagshaus ، Gütersloh 2001 (الصفحات 113-149) 
ISBN 3-579-00409-3
 . 
```

- Manfred Dreytza, Walter Hilbrands und Hartmut Schmid: Das Studium des Alten Testaments. Eine Einführung in die Methoden der Exegese. Bibelwissenschaftliche Monographien 10. 2., überarb. Aufl. R. Brockhaus, Wuppertal 2007 (S. 79–99) ISBN 3-417-29471-1.

```
مانفريد دريتزا ووالتر هيلبراندز وهارتموت شميد: 
دراسة العهد القديم.
 
مقدمة لأساليب التفسير
 . دراسات الكتاب المقدس 2/10 المنقحة. إد. R. Brockhaus ، فوبرتال 2007 (ص 79-99) 
ISBN 3-417-29471-1
 . 
```

- Uwe Becker: Exegese des Alten Testaments. Ein Methoden- und Arbeitsbuch. UTB 2664. Mohr Siebeck, Tübingen 2005 (S. 97–115) ISBN 3-8252-2664-6 (knappe Übersicht; weiterführende Literaturangaben).

```
أوي بيكر: 
تفسير العهد القديم.
 
طريقة ومصنف
 . UTB 2664. Mohr Siebeck ، Tübingen 2005 (الصفحات 97-115) 
ISBN 3-8252-2664-6
 (نظرة عامة موجزة؛ مراجع أخرى). 
```

- Martin Ebner, Bernhard Heininger: Exegese des Neuen Testaments. Ein Arbeitsbuch für Lehre und Praxis. 3. aktualisierte Auflage 2015. UTB 2677. Schöningh, Paderborn 2015 (S. 183–208) ISBN 3-8252-4268-4

```
مارتن إبنر، برنهارد هايننغر: 
تفسير العهد الجديد.
 
مصنف للتدريس والممارسة.
 الطبعة الثالثة المحدثة 2015. UTB 2677. شونينغ، بادربورن 2015 (ص 183 - 188) 
ISBN 3-8252-4268-4
```

- Udo Schnelle: Einführung in die neutestamentliche Exegese. 6. neubearb. Aufl. UTB 1253. Vandenhoeck & Ruprecht, Göttingen 2005 (S. 100–129) ISBN 3-525-03230-7 (knappe Übersicht; wird im ev. Theologiestudium häufig verwendet).

```
Udo Schnell : 
مقدمة في تفسير العهد الجديد
 . 6. إعادة العمل. إد. UTB 1253. Vandenhoeck & Ruprecht ، Göttingen 2005 (pp.
 
100–129) 
ISBN 3-525-03230-7
 (نظرة عامة موجزة؛ سيتم نشرها في ev. كثيرا ما تستخدم دراسات اللاهوت).
```

## روابط الويب
- مقالة متخصصة في بث رسول، صيغة رسول، رسالة في: Michaela Bauks / Klaus Koenen (Ed. الموسوعة العلمية للكتاب المقدس على الإنترنت (WiBiLex)، 2007 م.
- مقالات متخصصة في أشكال الكلام النبوي في: ميكايلا باوكس / كلاوس كونين (إد. الموسوعة العلمية للكتاب المقدس على الإنترنت (WiBiLex)، 2007 م.

## هوامش
1. ↑  Vgl. dazu Reinhard Breymayer: Vladimir Jakovlevič Propp (1895-1970) - Leben, Wirken und Bedeutsamkeit. In: Linguistica Biblica 15/16 (1972), S. 36–77 (S. 67–77 Bibliographie); hier S. 64.
2. ↑  Hedwig Jahnow: Das hebräische Leichenlied im Rahmen der Völkerdichtung. Gießen 1923.